# Слобода-Дашковецкая
Слобода-Дашковецкая (укр. Слобода-Дашковецька) — село в Винницком районе Винницкой области Украины.
Код КОАТУУ — 0520683306. Население по переписи 2001 года составляет 354 человека. Почтовый индекс — 23224. Телефонный код — 432.
Занимает площадь 0,91 км².
В селе действует храм Великомученика Димитрия Солунского Винницкого районного благочиния Винницкой епархии Украинской православной церкви.

## Известные уроженцы
- Гуменюк, Семён Александрович — Герой Советского Союза.

## Адрес местного совета
23224, Винницкая область, Винницкий р-н, с.Майдан